# SB-742,457
SB-742,457 je selektivni antagonist 5-6 receptora sa uticajem na kogniciju, memoriju, i učenje. On je u razvoju za tretman Alchajmerove bolesti i preliminarno je pokazano da je efikasan u kliničkim ispitivanjima faze II.